# Áthelyezett egyiptomi műemlékek listája
Ebben a listában azok az ókori egyiptomi épületek, építmények szerepelnek, amelyeket eredeti helyéről elmozdítottak és máshová, sok esetben külföldre vittek.
| Templomok                         | Templomok             | Templomok      | Templomok                 | Templomok |
| Név                               | Eredeti hely          | Áthelyezés éve | Új hely                   | Megjegyzés |
| --------------------------------- | --------------------- | -------------- | ------------------------- | --- |
| Abu Szimbel-i nagy templom        | Núbia, Abu Szimbel    | 1963–1968      | Núbia, Abu Szimbel        | Az Asszuáni-gát építésekor történt leletmentő akció során 64 méterrel fentebb fekvő területre helyezték. |
| Abu Szimbel-i kis templom         | Núbia, Abu Szimbel    | 1963–1968      | Núbia, Abu Szimbel        | Az Asszuáni-gát építésekor történt leletmentő akció során 64 méterrel fentebb fekvő területre helyezték. |
| Amadai templom                    | Núbia                 | 1964–1975      | Núbia                     | Az Asszuáni-gát építésekor történt leletmentő akció során 65 méterrel fentebb, 2,5 km-vel arrébb fekvő területre helyezték. |
| Beit el-Váli-i templom            | Núbia                 | 1964–1969      | Núbia, Új-Kalabsa         | Az Asszuáni-gát építésekor történt leletmentő akció során egy arrébb fekvő területre helyezték. |
| Dakkai templom                    | Núbia                 | 1961?–1966     | Núbia, Új Vádi esz-Szebua | Az Asszuáni-gát építésekor történt leletmentő akció során egy 4 kilométerrel arrébb fekvő területre helyezték. |
| Debodi templom                    | Núbia                 | 1969–71        | Madrid                    | Az Asszuáni-gát építésekor történt leletmentő akció során nyújtott segítségért Egyiptom Spanyolországnak ajándékozta. A madridi Parque del Oeste-ben látható. |
| Denduri templom                   | Núbia                 | 1967–78        | New York                  | Az Asszuáni-gát építésekor történt leletmentő akció során nyújtott segítségért Egyiptom az Egyesült Államoknak ajándékozta. Jelenleg a Metropolitan Művészeti Múzeumban látható.                                                                                         |
| Derri templom                     | Núbia                 | 1964–1975      | Núbia                     | Az Asszuáni-gát építésekor történt leletmentő akció során az amadai templommal együtt egy arrébb fekvő területre helyezték. |
| Ellesziai templom                 | Núbia                 |                | Torino                    | Az Asszuáni-gát építésekor történt leletmentő akció során nyújtott segítségért Egyiptom Olaszországnak ajándékozta. Jelenleg a torinói Museo Egizióban látható. |
| Gerf Husszein-i templom           | Núbia                 |                | Núbia, Új-Kalabsa         | Az Asszuáni-gát építésekor történt leletmentő akció során szabadon álló részeit egy arrébb fekvő területre helyezték. Sziklába vájt része az eredeti helyén maradt, ma a Nasszer-tó vize fedi.                                                                           |
| Kalabsai templom                  | Núbia                 |                | Núbia, Új-Kalabsa         | Az Asszuáni-gát építésekor történt leletmentő akció során egy arrébb fekvő területre helyezték, a falain belül álló Dedwen-templommal együtt. |
| Kertasszi-kioszk                  | Núbia                 |                | Núbia, Új-Kalabsa         | Az Asszuáni-gát építésekor történt leletmentő akció során egy arrébb fekvő területre helyezték. |
| Maharrakai templom                | Núbia                 | 1961–1966      | Núbia, Új Vádi esz-Szebua | Az Asszuáni-gát építésekor történt leletmentő akció során egy 4 kilométerrel arrébb fekvő területre helyezték. |
| Taffehi templom                   | Núbia                 |                | Leiden                    | Az Asszuáni-gát építésekor történt leletmentő akció során nyújtott segítségért Egyiptom Hollandiának ajándékozta. Jelenleg a leideni Rijksmuseumban látható. |
| Philae-i templom                  | Núbia, Philae szigete | 1977–1980      | Núbia, Agilkia-sziget     | A régi Asszuáni-gát építésekor fokozatosan elárasztott épületet másik szigetre költöztették. |
| Vádi esz-Szebua-i templomok       | Núbia                 | 1964           | Núbia, Új Vádi esz-Szebua | Az Asszuáni-gát építésekor történt leletmentő akció során egy 4 kilométerrel arrébb fekvő területre helyezték. |
| Obeliszkek és kolosszusok         |                       |                |                           | |
| Név                               | Eredeti hely          | Áthelyezés éve | Új hely                   | Megjegyzés |
| Boboli obeliszk                   | Héliopolisz           | 1. század      | Firenze                   | II. Ramszesz emelte. A római Ízisz-templomhoz szállították át, 1790 a firenzei Boboli-kertben áll, párja Rómában, a Termini állomás előtt. |
| Dogali obeliszk                   | Héliopolisz           | 1. század      | Róma                      | II. Ramszesz emelte. A római Ízisz-templomhoz szállították át, 1924 óta a Termini állomás előtt áll, párja a firenzei Boboli-kertben. |
| Flaminio obeliszk                 | Héliopolisz           | i. e. 10       | Róma                      | II. Ramszesz és Merenptah obeliszkje, Augustus vitette Rómába. 1589 óta a Piazza del Popolón áll. |
| „Kleopátra tűje” obeliszk         | Héliopolisz           | 1819           | London                    | III. Thotmesz obeliszkje, a New York-i obeliszk párja. Muhammad Ali egyiptomi alkirály ajándékozta az Egyesült Királyságnak, Westminster városrészben áll. |
| „Kleopátra tűje” obeliszk         | Héliopolisz           | 1881           | New York                  | III. Thotmesz obeliszkje, a londoni obeliszk párja. Az egyiptomi alkirály ajándékozta az Egyesült Államoknak 1877-ben. 1881-ben állították fel a Central Parkban. |
| Lateráni obeliszk                 | Karnak                | 357            | Róma                      | III. Thotmesz obeliszkje, II. Constantius vitte Alexandriába, majd Rómába. 1588 óta a Piazza di San Giovanni di Lateranón áll, a világ legmagasabb egyiptomi obeliszkje.                                                                                                 |
| Luxori obeliszk                   | Luxor                 | 1833           | Párizs                    | II. Ramszesz obeliszkje, egyike a luxori templom elé állított obeliszkpárnak (párja ma is Luxorban áll). Muhammad Ali ajándékozta Franciaországnak, a párizsi Place de la Concorde-on 1836 óta áll.                                                                      |
| Macuteo obeliszk                  | Héliopolisz           | 1. század      | Róma                      | II. Ramszesz emelte, a héliopoliszi Ré-templom előtt állt, párja a Matteiano. Eredetileg a római Ízisz-templomhoz szállították át, 1711 óta a Pantheon előtt áll. |
| Matteiano obeliszk                | Héliopolisz           | 1. század      | Róma                      | II. Ramszesz emelte, a héliopoliszi Ré-templom előtt állt, párja a Macuteo. Eredetileg a római Ízisz-templomhoz szállították át, 1820 óta a Villa Celimontanánál áll. |
| Minerveo obeliszk                 | Szaisz                |                | Róma                      | Diocletianus hozta Rómába egy Ízisz-templomhoz, 1667 óta a Pantheon mögött áll elefántszobron, párja Urbinóba került. |
| Montecitoriói obeliszk            | Héliopolisz           | i. e. 10       | Róma                      | II. Pszammetik obeliszkje, Augustus római császár vitette Rómába, ahol a mai Piazza Montecitorión áll. |
| Philae-i obeliszk                 | Philae                | 1820-as évek   | Kingston Lacy             | VIII. Ptolemaiosz, II. Kleopátra és III. Kleopátra obeliszkje, William John Bankes megvásárolta és angliai, dorseti birtokára szállította. |
| Theodosius obeliszkje             | Karnak                | 4. század      | Isztambul                 | III. Thotmesz obeliszkje, I. Theodosius római császár vitette a konstantinápolyi Hippodróm térre, ahol a mai napig áll. |
| III. Amenhotep és Tije kolosszusa | Nyugat-Théba          | 1902           | Kairó                     | A világ legnagyobb kettős szobra; Nyugat-Thébából került a kairói Egyiptomi Múzeumba 1902-ben. |
| II. Ramszesz szobra               | Memphisz              | 1955; 2006     | Kairó, Gíza               | 1955-ben költöztették az egykori memphiszi Ptah-templom előtt állt szobrot a kairói Ramszesz térre, majd mivel a légszennyezés kárt tett benne, 2006-ban ideiglenesen a gízai fennsíkra vitték, ahonnan a 2020-as években megnyíló Nagy Egyiptomi Múzeum elé kerül majd. |

## Lásd még
- Pakhóraszi katedrális – núbiai kopt templom, szintén a Nasszer-tó kialakítása miatt elárasztott területről mentették ki falfestményeit, ma a Varsói Nemzeti Múzeumban (Farasz Galéria) és a Szudáni Nemzeti Múzeumban találhatóak.